# خوان سانتوس آتاهوالپا
خوان سانتوس آتاهوالپا (انگلیسی: Juan Santos Atahualpa؛ زادهٔ: حدود ۱۷۱۰ - درگذشته: حدود ۱۷۵۶) رهبر مصمم یک شورش بومی موفق در حوضه آمازون و کوه‌های آند علیه نایب‌السلطنه پرو بود. این شورش در سال ۱۷۴۲ در گران پاژونال در پرو اسپانیا در میان مردم آشانینکا آغاز شد. سرخ‌پوستان بومی مبلغین کلیسای کاتولیک را اخراج و ۲۳ مقر آن‌ها در مناطق جنگلی پرو را تخریب یا آنها را مجبور به تخلیه نمودند که اغلب با مقاومت آنها روبرو شدند. چندین لشکرکشی اسپانیا سعی در سرکوب شورش داشتند، اما نتوانستند یا شکست خوردند. در سال ۱۷۵۲، سانتوس تلاش کرد تا شورش را به مناطق آند گسترش دهد و از حمایت مردم نواحی کوهستانی نیز برخوردار شود. وی بخش اندامارکا را تصرف کرد و سه روز آن را نگه داشت و سپس به جنگل عقب‌نشینی کرد. از بعد از سال ۱۷۵۲ سابقه تاریخی از سانتوس در دست نیست.

## زندگی‌نامه
در مورد اوایل زندگی خوان سانتوس تاریخچه بسیار کمی ثبت شده‌است. او یک فرد بومی بود که در حدود سال ۱۷۱۰، احتمالاً در کوسکو، به دنیا آمد، گرچه چندین محل تولد دیگر نیز در مورد او گفته شده‌است. او سه برادر داشت. وی توسط یسوعیان (انجمن عیسی) در کوسکو آموزش دید. خودش گفته که به اروپا و آنگولا سفر کرده که احتمالاً به عنوان خدمتکار یسوعیان بوده‌است. زبان مادریش کچوا بود و همچنین به اسپانیایی، لاتین و آشنینکا صحبت می‌کرد. سانتوس ظاهراً مدتها بود که اندیشه انقلاب در سر داشت. به گفته اسپانیایی‌ها وی در جوانی برای تبلیغ پیام خود و کاشت بذر عصیان به‌طور گسترده در پرو سفر کرده‌است. این سفرها ظاهراً منطقه گران پاژونال را هم شامل می‌شده‌است، یعنی همان جایی که سانتوس صحبت به زبان آشنینکا را فرا گرفت. بعداً فرانسیسیکن‌ها ادعا کردند که او از کوسکو به جنگل‌های آمازون گریخته‌است. او را یک فراری اعلام کردند زیرا او ارباب خود، یک کشیش یسوعی، را به قتل رساند، گرچه هیچ مدرکی از آن زمان نیست که این را اثبات کند.
نام آتاهوالپا از حاکم اینکا آتاهوالپا، حاکم امپراتوری اینکا (به زبان کچوا: تاوانتینسویو) در زمان تسخیر اسپانیا در قرن شانزدهم گرفته شده‌است. سانتوس نام آتاهوالپا و هواینا کاپاک را با ادعای تناسخ امپراطورهای سابق اینکا، به خود اختصاص داد.

## مردم بومی
مردم آشانینکا پرجمعیت‌ترین مردم بومی آمازون پرو بودند و در سرزمینی در حدود ۱۰۰۰۰۰ کیلومتر مربع از ۱۰ تا ۱۴ درجه عرض جنوبی در دامنه‌های آند و دشت‌های پایین آمازون پراکنده بودند. جمعیت آنها حدود ۵۲۰۰۰ نفر بود. همه آشانینکا و همچنین سایر گروه‌های پراکنده، در این شورش شرکت نداشتند. شورش خوان سانتوس از فلات مرتفع گران پاژونال (علفزار بزرگ) آغاز شد و منطقه نفوذ او تا نواحی سررو دلاسل (کوه نمک) و تا استان چانچامایو گسترش یافت. دیگر گروه‌های بومی که از شورش حمایت می‌کردند، مردم آموشا و نوماتسیگنگا بودند.

## مبلغین
منطقه شورش با رودخانه‌هایی که آن را به لیما، پایتخت و بزرگترین شهر پرو، متصل می‌نمود نزدیکترین و قابل دسترس‌ترین قسمت حوضه آمازون بود و لذا وقایع آنجا مورد توجه و نگرانی ویژه اسپانیایی‌ها بود.
تبلیغات مذهبی فرانسیسکن‌ها در سال ۱۶۳۵ آغاز شد و از همان ابتدا مخالفت آشانینکاها و دیگران را در مقابل داشت. آشانینکاها چندین کشیش را به قتل رساندند و مقرهای مبلغین اغلب به دلیل خصومت مردم محلی رها می‌شدند. تلاشی پیگیر و گسترده برای مسیحی کردن مردم بومی از سال ۱۷۰۹ با ارسال هیئت‌های بسیار از مبلغین مذهبی آغاز شد. تلاش‌های فرانسیسکن‌ها در سال ۱۷۳۳ به گران پاژونال، که منطقه‌ای منزوی بود، رسید. در سال ۱۷۳۶، از پایگاه سانتا رزا د اوکوپا، مبلغین گزارش دادند که آنها ۲۴ ایستگاه تبلیغ ایجاد کرده‌اند که ۴٬۸۳۵ تن از سکنه محلی را تحت پوشش می‌گیرد. فرانسیسیکن‌ها در این مقرها توسط افراد مسلح خود که اکثراً برده‌های آفریقایی بودند، نظم و انضباط را حفظ می‌کردند. تعدادی از این مقرها دارای پادگان‌های نظامی مجهز به تفنگ و توپ بودند. فرانسیسکن‌ها همچنین کشاورزان و صنعتگران وارداتی را که بومیان را در کار خود به خدمت می‌گرفتند، تشویق می‌کردند.
بومیان به سه دلیل جذب این مبلغین می‌شدند. اول، احتمالاً علاقه آنها به دین مسیحی بوده‌است. ثانیاً، مبلغین ابزارهای فولادی مانند تبر و بیل را توزیع می‌کردند که زندگی یک کشاورز که شیوه کارش بریدن و سوزاندن بود را آسان می‌کرد و همچنین امکان تبدیل ابزارهای فولادی به اسلحه را فراهم می‌کرد که به آنها در جنگ با دشمن برتری می‌داد. ثالثاً، مردم بومی برای طعام و ایضاً ذخیره‌سازی غذا به نمک احتیاج داشتند و مبلغین دسترسی به مخزن نمک در سررو دلا سال را در کنترل داشتند. این مشوق‌ها از ویژگی‌های نامطلوب زندگی با مبلغین بود. مبلغین تلاش کردند افراد بومی کوچ‌نشین را به زندگی ساکن عادت دهند. این مسئله مشکلاتی در تولید غذا ایجاد کرد زیرا خاک جنگل نابارور بود و محصول سریعاً از بین می‌رفت و لذا افراد ساکن در تولید غذای کافی مشکل داشتند. با این حال، جدی‌ترین مشکل روستاهایی که توسط اسپانیایی‌ها به وجود آمده بودند، آنطور که خود اسپانیایی‌ها آن را سیاست تشویق یا مجبور کردن افراد بومی به سکونتگاه‌های دائمی می‌نامیدند، همه‌گیری بیماری‌های اروپایی بود که بومیان را در سراسر قاره آمریکا، به ویژه کسانی که در نزدیکی یکدیگر ساکن بودند نابود کرد. به عنوان مثال، یک اپیدمی در مقر مبلغین در اننو در سال ۱۷۲۳–۱۷۲۲ منجر به کاهش جمعیت از ۸۰۰ به ۲۲۰ شد زیرا بیشتر ساکنان در اثر بیماری فوت کردند یا از محل سکونت گریختند.
در پرو، سانتوس از کوزکو به کاخامارکا سفر کرد. در حدود سال ۱۷۴۰ وی دستیار مبلغین فرانسیسکن در استان چانچامایو، در جنگل مرکزی شد. این مبلغین ورود اسپانیایی‌هایی را که به دنبال بهره‌برداری از نمک از یک تپه نزدیک (سررو د لا سال) بودند تسهیل می‌کردند. آنها بومیان آشانینکا را به عنوان نیروی کار گرفتند و در این راه ظلم و خشونت‌هایی را بر آنها اعمال کردند. مشاهده سلطه بی‌رحمانه اسپانیایی‌ها که آنها با مصونیت کامل اعمال می‌کردند، انگیزه شورش را در خوان سانتوس به وجود آورد. وی مصمم شد تا تاج و تخت اجدادش را برگرداند و سرخ پوستان را آزاد سازد.
هنگامی که شورش آغاز شد، خوان سانتوس ۳۰ تا ۴۰ ساله بود. او کوشما یا لباس مخصوص سرخپوستان جنگل را به تن می‌کرد و همیشه صلیب ساخته شده از چوب چونتا با گوشه‌های نقره‌ای رنگ بر روی سینه داشت. او معمولاً مقدار زیادی برگ کوکا، که آن را «گیاه خدا» می‌نامید می‌جوید. او ویژگی‌های یک مستیزو را داشت. یکی از راهبان فرانسیسکن که با او دیدار کرده بود، وی را قد بلند و برنزه توصیف کرد و افزود: «او مقداری مو بر بازوان خود دارد، صورت کوچکی دارد، کاملاً اصلاح کرده به نظر می‌رسد… چهره خوبی دارد. رنگ پریده با موهایی که از پیشانی تا ابروها کوتاه شده‌اند و بقیه از استخوان فک آویخته‌است»، یعنی مطابق روش غربی قرن هجدهم به حالت دم اسبی جمع شده‌است.
فرانسیسکن‌ها و مبلغین آن‌ها با شورش‌های بسیاری روبرو شدند. آخرین شورش‌های قبل از قیام خوان سانتوس در سال ۱۷۳۷ بود. یک رئیس قبیله آشانینکا به نام ایگناسیو توروته دو هیئت مبلغین را نابود کرد که در آن ۱۳ نفر از جمله ۵ کشیش کشته شدند. یکی از بازماندگان گزارش داد که توروته دلایل خود برای شورش را به کشیشی گفته‌است:
«شما و نفراتتان هر روز با خطبه‌ها و آموزه‌های‌تان ما را می‌کشید و آزادی ما را از بین می‌برید.»
بیست تن از پیروان توروته توسط اسپانیایی‌ها دستگیر و اعدام شدند و او خودش در جنگل ناپدید شد.

## شورش

### طرح خوان سانتوس آتاهوالپا
در ماه مه ۱۷۴۲، خوان سانتوس به همراه یک نفر از قوم پیرو، به نام بیسابکی، در محل هیئت مذهبی فرانسیسکن در منطقه کوئیزوپانگو در لبه جنوبی گران پاژونال، در چند کیلومتری شمال شهر امروزی پورتو اوکوپا ظاهر شد. آنچه وی انجام داده یا گفته‌است ناشناخته است. اما وی علاوه بر آشانینکا در میان آموشا و سایر افراد بومی نیز مورد حمایت قرار گرفت. طی چند روز بیش از شش هیئت مذهبی در منطقه سرو دلا سل و چانچامایو توسط مردم بومی تعطیل شدند.

### میزان پیشرفت
دانش وی از زبان کچوا و چندین زبان آمازونی این امکان را برای خوان سانتوس داشت که توسط بومیان جنگل مرکزی که با اشتیاق فراوان به مبارزه او پیوستند، به راحتی درک شود. این شورش توانست مردم جنگل مرکزی را جمع کند: آشانینکا، یانشا و حتی شیپیبو، یعنی جمعیتی که در حوضه رودخانه‌های تامبو، پرنه و پیچیس سکونت دارند. کل این منطقه با نام گران پاژونال شناخته می‌شد و قلمرو مأموریت‌های فرانسیسکان بود.
خوان سانتوس بیش از ۲۰۰۰ نفر داشت که با آنها توانست جنگل مرکزی را کنترل کند، سرزمینی که در غیر اینصورت توسط قدرت نایب السلطنه تنظیم نمی‌شد.

### توسعه شورش

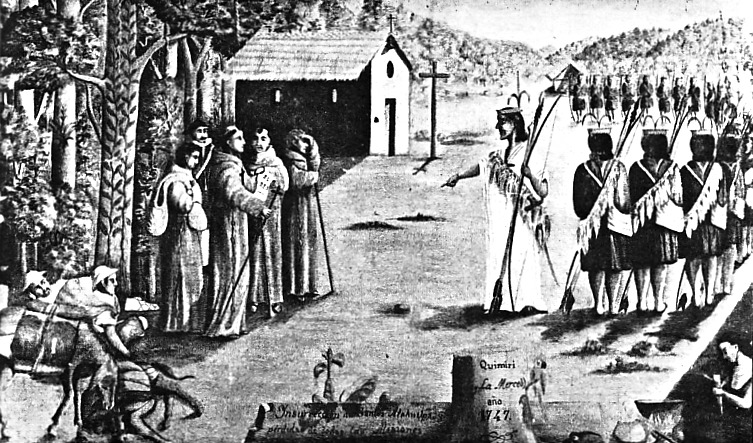
خوان سانتوس و نفراتش در مواجهه با کشیش‌های فرانسیسکن

اولین هدف شورشیان عقب راندن دشمن در اننو بود، تا بعداً به ماتانزاس، کیسوپانگو و پیچانا، ادامه یابد. آنها در مجموع ۲۷ پایگاه مبلغان را تخریب کردند و تهدید کردند که به سیرا نیز حمله خواهند کرد.
نایب السلطنه مارکی دو ویلاگرشیا به فرمانداران خود در مرزهای جائوجا و تارما، بنیتو ترونکوزو و پدرو دی میلا کمپو دستور داد تا برای محاصره شورشیان وارد منطقه آشفته شوند. این کار انجام شد و فرماندار تروناکوسو به کیسوپانگو رسید. او در آنجا با مقاومت زیادی روبرو شد، اما توانست سرخ‌پوستان را عقب بنشاند. خوان سانتوس از این درگیری اجتناب کرد و راهی شهر هوانکابامبا شد. نیروهای استعمار برای جستجوی او از تارما خارج شدند، اما رهبر مستیسو موفق به فرار شد.
در ژوئن، یک کشیش، سانتیاگو واسکز دو کالسدو، برای دیدار با خوان سانتوس به کوئیزوپانگو سفر کرد. از آن تماس و سایر مواردی که رهبران بومی گزارش داده‌اند، برخی از شخصیت و اهداف سانتوس روشن‌تر شده‌است. سانتوس می‌گفت که او مسیحی است و مرام را به زبان لاتین می‌خواند. او برای بازپس‌گیری «پادشاهی خود» به پاژونال آمده بود و ادعا می‌کرد که حلولی از آتاهوالپا، آخرین امپراتور اینکاها است و قصد دارد، با کمک مردم بومی، آن را احیا کند. سانتوس می‌گفت که او با خشونت مخالف است، اما قصد دارد اسپانیایی‌ها و بردگان آفریقایی آنها را با کمک انگلیسی‌ها از پرو بیرون کند. (هیچ مدرکی وجود ندارد که سانتوس با انگلیسی‌ها در تماس بوده باشد، اما ادعای کمک گرفتن وی اسپانیایی‌ها را نگران کرده بود) محقق استفانو وارسه می‌گوید «نگرش‌های سانتوس» رفتار یک فرد معتدل «پر از» الهام عرفانی بود. وی عصیان خود را، همچنان‌که در آن سالیان در جوامع استعماری بود، بر اساس دین قرار داد. خوان سانتوس قول داد که شورش، صلح و سعادت را برای همه آندها به ارمغان خواهد آورد که از جنگل شروع شده و به مناطق مرتفع و سواحل گسترش می‌یابد. خوان سانتوس می‌گفت که اوج شورش او تاج‌گذاری به عنوان ساپا اینکا (حاکم عالی تاوانتینسویو) خواهد بود.
به نظر می‌رسید اهداف سانتوس بیشتر ساکنان سرزمین‌های مرتفع بود که تابع امپراتوری اینکا بودند، بیش از آشانینکا و دیگر مردمان جنگل که تحت قید امپراتوری نبوده و احتمالاً اهداف بلندپروازانه او را نداشتند. همان‌طور که در مورد دو اسیر آفریقایی گفته شد. انگیزه آنها در حمایت از سانتوس این بود که «آنها کشیشی نمی‌خواستند و مایل به مسیحی شدن نبودند». خصومت اولیه سانتوس با آفریقایی‌ها به سرعت تغییر کرد و چندین برده سابق آفریقایی فرانسیسکن‌ها از طرفداران مهم شورش شدند. آفریقایی‌ها به دلیل دانششان در مورد سلاح‌های اروپایی و تاکتیک‌های نبرد ارزشمند بودند. بسیاری از مردم بومی و مستیسوهای آند نیز به شورش پیوستند.
سال بعد، اسپانیایی‌ها اقدام به اعزام واحدهای نیرو به کویمیری (امروزه لامرسد)، در دره چانچامایو کردند. آنها تحت فرمان شهردار شهر تارما، آلفونسو سانتای اورتگا، و همراه فرماندار مرز، بنیتو ترونکوسو بودند. در ۲۷ اکتبر ۱۷۴۳، آنها به کویمیری رسیدند، و در آنجا برای خود شروع به ساختن یک پایگاه نظامی نمودند که در نوامبر به پایان رسید. این پایگاه مجهز به چهار توپ و تجهیزات دیگر و مهمات مربوط به آن بود. در ۱۱ نوامبر، قاضی سانتا عازم مقر مرکزی شد و کاپیتان فابریسیو برتولی را با ۶۰ سرباز در آن پایگاه رها کرد. خوان سانتوس که از تمام حرکات حریف خود آگاه بود، قصد حمله به این پایگاه کوچک را داشت. ابتدا محموله‌ای از مواد غذایی را که به سمت قلعه می‌رفت توقیف کرد. سپس محاصره را آغاز کرد. عدم روحیه همراه با یک بیماری همه‌گیر بسیاری از سربازان اسپانیایی را دربر گرفت. این امر تا حدی پیش رفت که سربازان از گرسنگی تحت فشار قرار گرفتند و برخی نیز صفوف خود را ترک کردند. خوان سانتوس از برتولی خواست تسلیم شود، اما او نپذیرفت و معتقد بود که نیروهای مورد تقاضای او به زودی به راهنمایی یک مبلغ مذهبی که از دست شورشیان فرار کرده بود، وارد می‌شوند. سرانجام خوان سانتوس تصمیم به حمله به قلعه گرفت و همه اسپانیایی‌ها کشته شدند. این در آخرین روزهای سال ۱۷۴۳ اتفاق افتاد.

## پیروزی
کشیشان فرانسوی، افراد عادی و نوکیشان که در بیست و یک مرکز از بیست و سه مرکز مبلغین مسیحی در جنگل مرکزی زندگی می‌کردند، به دو مرکز بازمانده فرار کردند. این دو کویمیری، نزدیک شهر لا مرسد امروزی و سونومورو در نزدیکی شهر امروزی سان مارتین د پانگوآ بودند. خوان سانتوس پایگاه عملیات خود را ۱۱۰ کیلومتر به شرق از کویزوپانگو به اننو، یک مرکز مبلغین با انزوای کمتر اما استراتژیک، بر روی رودخانه پرنه در منطقه سرو دلا سال، منتقل کرد.
اولین خشونت شورش در سپتامبر ۱۷۴۲ رخ داد. این هنگامی بود که نیروهای شبه نظامی محلی به سرپرستی سه فرانسیسکن در اطراف کویمیری در کمین افتاده و کشته شدند. در همان ماه دو نیروی اسپانیایی از سربازان معمولی برای سرکوب شورش از آند اعزام شدند، اما آنها موفق به یافتن خوان سانتوس نشدند. اسپانیایی‌ها در کویمیری قلعه‌ای بنا کردند و ۸۰ سرباز را با توپخانه در آنجا گذاشتند، در همان حال بیشتر ارتش را به شهر تارما در منطقه آند به عقب بردند. سانتوس قلعه را محاصره کرد ولی عبور امن اسپانیایی‌ها به تارما را پیشنهاد داد، اما آنها این پیشنهاد را رد کردند. اسپانیایی‌ها در تلاش برای تأمین غذا برای قلعه، یک نیروی کمکی از تارما فرستادند اما این نیرو در کمین افتاد و ۱۷ نفر آنها کشته شدند. سربازان ناامید و گرسنه اسپانیایی تصمیم به فراراز قلعه گرفتند، اما توسط نیروهای بومی رهگیری شدند و همه ۸۰ نفر کشته شدند. هنگامی که یک نیروی کمکی متشکل از ۳۰۰ نفر در ژانویه ۱۷۴۳ به قلعه رسیدند، آنها با آتش توپخانه بومیان استقبال شدند و مجبور به عقب‌نشینی گردیدند. تنها شهر سونومور از ماموریت‌های قبلی همچنان در دست اسپانیایی‌ها ماند. سانتوس و پیروانش بیش از دو سال کنترل بی‌چون و چرای مناطق وسیعی را در دست داشتند.